# Belisario Domínguez, Huehuetán
Belisario Domínguez är en ort i Mexiko.   Den ligger i kommunen Huehuetán och delstaten Chiapas, i den sydöstra delen av landet, 900 km sydost om huvudstaden Mexico City. Belisario Domínguez ligger 298 meter över havet och antalet invånare är 207.
Terrängen runt Belisario Domínguez är kuperad åt nordost, men åt sydväst är den platt. Runt Belisario Domínguez är det tätbefolkat, med 286 invånare per kvadratkilometer. Närmaste större samhälle är Tapachula, 15,4 km sydost om Belisario Domínguez. I omgivningarna runt Belisario Domínguez växer huvudsakligen savannskog.